# Verbale Pupiller
Verbale Pupiller er en prosa- og poesifestival, der afholdes i Århus hvert andet år. Festivalen har eksisteret siden 2007. I forbindelse med festivalen afholdes bogmesse og udstillinger af litterært orienteret billedkunst samt seminarer i samarbejde med Aarhus universitet.